# 天陇铁路
天陇铁路，位于甘肃省东部，从天水市至陇南市，是首条由甘肃省自主投资建设的铁路。项目建成后，将进一步提升西部陆海新通道运能，同时构建起“北煤南运”新通道，促进西北西南地区协同发展。

## 线路
工程为单线国铁Ⅰ级电气化铁路，包含正线工程及配套天水地区、陇南地区相关工程，线路起自天平铁路杨家碾站，至兰渝铁路陇南西站，设计时速160km，正线全长215.258km。其中新建正线全长208.207km，天水市境内51.261km，陇南市境内156.946km，正线设桥全长23.515km共40座，隧道全长162.618km共25座，桥隧比89.88%；配套修建天水站联络线2.4km，陇南西站疏解线3.177km；改建既有天平线正线及疏解线1.569km。全线设车站18座，其中新建车站16座。本工程计划2022年7月开工，2027年12月建成通车，施工总工期为66个月，投资估算总额2453269.66万元。

## 历史
2019年6月13日，天陇铁路环境影响评价报告第一次公示。
2020年11月20日，陇南市生态环境局批复先期开工段站前工程环境影响报告书。11月24日，项目先期工程开工。
2021年6月，先期开工工程正式开工建设。6月10日，全线再次进行环评第一次公示。
2022年1月，天陇铁路正线全线开工建设。3月25日，环评第二次公示。12月29日，天陇铁路全线首条隧道徐家坪隧道2号斜井施工完成，转入正洞施工阶段。
2023年6月14日，天陇铁路望关隧道顺利贯通，是全线首座贯通的隧道。